# 高木村 (岐阜県)
高木村（たかきむら）は、かつて岐阜県山県郡にあった村である。
現在の山県市高木に該当する。

## 歴史
- 江戸時代末期、当村は美濃国山県郡であり、天領であった。
- 1889年（明治22年）7月1日 - 町村制により、高木村が発足。
- 1897年（明治30年）4月1日 - 西深瀬村、東深瀬村と合併し、富岡村が発足。同日高木村は廃止。